# مايك موفات
مايك موفات هو لاعب هوكي الجليد كندي، ولد في 4 فبراير 1962 في Galt, Ontario ‏ في كندا.

## وصلات خارجية
- مايك موفات على موقع دوري الهوكي الوطني (الإنجليزية)
- مايك موفات على موقع EliteProspects.com (الإنجليزية)
- مايك موفات على موقع HockeyDB.com (الإنجليزية)
- مايك موفات على موقع Hockey-Reference.com (الإنجليزية)